# Ghiacciaio del Morteratsch

Cartina di dettaglio del ghiacciaio.

Il ghiacciaio del Morteratsch (in tedesco Morteratschgletscher) è il più grande ghiacciaio del massiccio del Bernina in Svizzera.

## Descrizione
Il ghiacciaio è di tipo vallivo, la zona di accumulo si trova tra le vette del Piz Morteratsch, Pizzo Bernina, Crast' Agüzza, Piz Argient, Piz Zupò e Pizzo Bellavista. 
La lunghezza del ghiacciaio è di circa sei chilometri e durante il suo tragitto scende di circa 2 000 metri. Durante il suo tragitto viene alimentato dal ghiacciaio del Pers. L'acqua che proviene dal ghiacciaio confluisce nell'Ova da Bernina che a sua volta è un affluente nell'Inn. 
Nel 2017 è stata inaugurata la nuova centrale idroelettrica.

## Variazioni frontali recenti

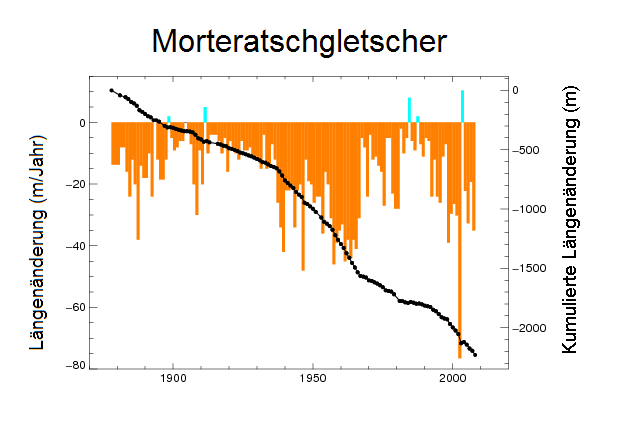
Evoluzione del ghiacciaio in metri (1881-2008).

## Turismo
Ai suoi margini occidentali sorge il rifugio Bovalhütte, a 2 495 m s.l.m. La ferrovia del Bernina (con la stazione di Morteratsch) conduce i turisti ai piedi del ghiacciaio.

## Leggende
Il ghiacciaio ha ispirato una colorita leggenda, che fa derivare il suo nome dalla morte del pastore Erattsch e del suo infelice amore.

## Galleria d'immagini

Immagini storiche
1788
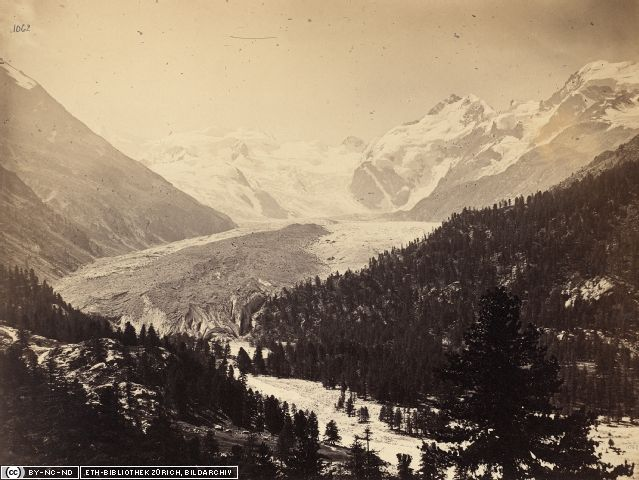
1867
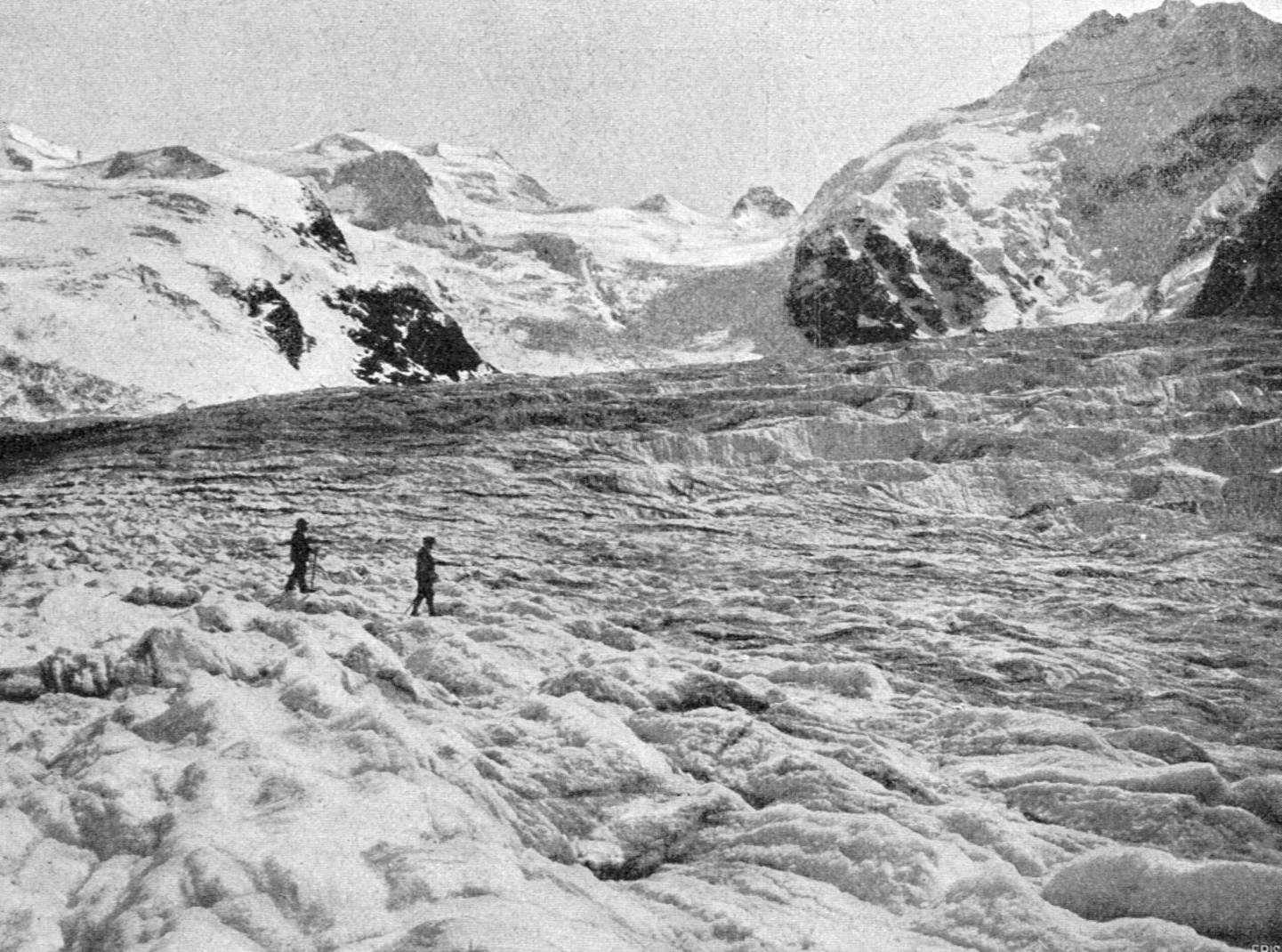
1890
1919
1939
1954